# Женская сборная Люксембурга по волейболу
Женская национальная сборная Люксембурга по волейболу (люкс. Lëtzebuergesch Volleyballnationalequipe der Frauen, фр. Équipe du Luxembourg de volley-ball féminin, нем. Luxemburgische Volleyballnationalmannschaft der Frauen) — представляет Люксембург на международных соревнованиях по волейболу. Управляющей организацией выступает Люксембуржская федерация волейбола (фр. Fédération Luxembourgeoise de Volleyball, люкс. Fédératioun vun Lëtzebuerger Volleyball, нем. Bund des luxemburgischen Volleyball).

## История
Люксембуржская федерация волейбола — член ФИВБ с 1951 года.
Выход женской сборной Люксембурга на международную арену состоялся в 1956 году, когда волейболистки страны приняли участие в чемпионате мира, который проходил в Париже. В 8 проведённых матчах команда Люксембурга выиграла лишь одну партию и заняла в итоге последнее 17-е место после чего в официальных турнирах не участвовала на протяжении 33 лет.
С 1989 года женская волейбольная сборная Люксембурга — участник чемпионатов малых стран Европы и Игр малых государств континента. Четырежды люксембуржские волейболистки выходили победителями этих соревнованиях и ещё 19 раз становились призёрами. 5 раз национальная команда Великого герцогства была и среди участниц отборочных турниров чемпионатов Европы, но в 17 сыгранных на них матчах не смогла взять даже ни одного сета. Интересно, что в 2007 году Люксембург был одной из стран (наряду с Бельгией), принимавшей европейское континентальное первенство, но напрямую на турнир его команда допущена не была, учитывая низкий уровень сборной страны.

## Результаты выступлений и составы

### Чемпионаты мира
- 1956 — 17-е место
- 2014 — не квалифицировалась
- 2018 — не квалифицировалась
- 2022 — не квалифицировалась
- 2025 — не квалифицировалась

- 2014 (квалификация): Жиль Боске, Ли Дикхофф, Бетти Хоффман, Фабьен Велш, Изабель Фриш, Анналена Мах, Анне Шоттер, Лена Браас, Корин Штейнбах, Мартине Эмерингер, Ким Годар, Дебора Феллер. Тренер — Детлеф Шёнберг.
- 2018 (квалификация): Бетти Хоффман, Синди Шнайдер, Натали Браас, Изабель Фриш, Анналена Мах, Корин Штейнбах, Яна Феллер, Дана Вейдерт, Марисе Велш, Мишель Бройер, Лара Вагнер, Карла Франк, Лиз Беффорт. Тренер — Детлеф Шёнберг.

### Чемпионаты Европы
В чемпионатах Европы до 1989 сборная Люксембурга участия не принимала.
| - 1991 — не квалифицировалась - 1993 — не квалифицировалась - 1995 — не участвовала - 1997 — не участвовала - 1999 — не участвовала - 2001 — не участвовала - 2003 — не участвовала - 2005 — не участвовала - 2007 — не квалифицировалась | - 2009 — не участвовала - 2011 — не квалифицировалась - 2013 — не участвовала - 2015 — не участвовала - 2017 — не квалифицировалась - 2019 — не участвовала - 2021 — не участвовала - 2023 — не участвовала - 2026 — не участвовала |

- 2007 (квалификация): Вероник да Силва-Штеффен, Линн Элуарди, Мартине Эмерингер, Изабель Фриш, Самира Фриш, Патриция Хёйнен, Деница Кривова, Мартине Штайн, Лара Эрнстер, Лаур Киффер, Анн-Мари Лебон, Даниэль Ош. Тренер — Андрей Горбачёв.
- 2011 (квалификация): Патриция Носен, Самира Фриш, Марис Велш, Анналена Мах, Мартине Вебер, Бетти Хоффман, Изабель Фриш, Мартине Эмеринген, Мишель Бройер, Натали Браас, Лиз Альяуме, Коринн Штейнбах. Тренер — Андрей Горбачёв.
- 2017 (квалификация): Бетти Хоффман, Синди Шнайдер, Изабель Фриш, Анналена Мах, Анне-Катерине Боллендорф, Яна Феллер, Дебора Феллер, Марисе Велш, Мишель Бройер, Лара Вагнер, Карла Франк, Лиз Беффорт, Эмма Тарантини, Хана Сорич. Тренер — Детлеф Шёнберг.

### Евролига
До 2019 в розыгрышах Евролиги сборная Люксембурга участия не принимала.
- 2021 — 18—19-е место (7—8-е в Серебряной лиге)
- 2022 — 14-е место (5-е в Серебряной лиге)
- 2023 — не участвовала
- 2024 — 19-е место (7-е в Серебряной лиге)
- 2025 — 20-е место (8-е в Серебряной лиге)

### Чемпионаты малых стран Европы
| - 1990 — 1-е место - 1992 — 5—6-е место - 1994 — 2-е место - 1996 — 2-е место - 1998 — 2-е место - 2000 — 4-е место - 2002 — 3-е место - 2004 — 2-е место - 2007 — 2-е место | - 2009 — 3-е место - 2011 — 3-е место - 2013 — 4-е место - 2015 — 3-е место - 2017 — 2-е место - 2019 — 1-е место - 2022 — не участвовала - 2023 — 3-е место - 2024 — не участвовала |

- 2004: Женни Болкартс, Вероник да Силва, Линн Элуарди, Мартине Эмерингер, Патриция Хёйнен, Таня Карье, Деница Кривова, Патриция Носен, Мишель Шильт, Жойс Серрес, Карол Симон, Жюли Цорн.
- 2007: Линн Элуарди, Мартине Эмерингер, Изабель Фриш, Самира Фриш, Анне Гретхен, Патриция Хёйнен, Карола Киффер, Деница Кривова, Анн-Мари Лебон, Патриция Носен, Даниэль Ош. Тренер — Андрей Горбачёв.
- 2009:  Клод Бишель, Натали Браас, Мишель Бройер, Изабель Фриш, Патриция Генглер, Бетти Хоффман, Анн-Мари Лебон, Патриция Носен, Вероник Штеффен, Мартине Вебер, Жюли Цорн. Тренер — Андрей Горбачёв.
- 2011: Самира Фриш, Бетти Хофман, Фабьен Велш, Ребекка Клерф, Аналена Мах, Люси Лордонг, Изабель Фриш, Мартине Эмерингер, Мишель Бройер, Натали Брас, Лиз Альом, Линн Элуарди. Тренер — Андрей Горбачёв.
- 2015: Жиль Боске, Синди Шнайдер, Натали Брас, Изабель Фриш, Анналена Мах, Лара Эрнстер, Корин Штайнбах, Лили Вагнер, Марис Велш, Мишель Бройер, Каролин Мартин, Лиз Беффорт. Тренер — Детлеф Шёнберг.
- 2017: Бетти Хоффман, Натали Брас, Изабель Фриш, Анналена Мах, Анн-Катрин Боллендорф, Корин Штайнбах, Яна Феллер, Марис Велш, Мишель Бройер, Марлен Батиста да Коста, Карла Франк, Жюли Тезо. Тренер — Детлеф Шёнберг.
- 2019: Марлен Батиста да Коста, Бетти Хоффман, Синди Шнайдер, Натали Брас, Изабель Фриш, Камиль Эсселин, Яна Феллер, Мари-Лу Боллендорф, Ноа Райланд, Марис Велш, Лена Вагнер, Сара Вольф, Кристель Николай, Жюли Тезо. Тренер — Херман Флеминкс-Хёйбенс.

### Игры малых государств Европы
| - 1989 — 3-е место - 1991 — 2-е место - 1993 — 1-е место - 1995 — 3-е место - 1997 — не участвовала - 1999 — 4-е место - 2001 — не участвовала - 2003 — 2-е место - 2005 — 3-е место | - 2007 — 2-е место - 2009 — 5-е место - 2011 — 3-е место - 2013 — 2-е место - 2015 — 4-е место - 2017 — 3-е место - 2019 — 5-е место - 2025 — 1-е место |

- 2011: Лиз Альяуме, Натали Браас, Мишель Бройер, Линн Элуарди, Мартина Эмерингер, Ким Годар, Анн-Катрин Хасдорф, Бетти Хоффман, Ребекка Клерф, Анналена Мах, Фабьен Велш, Жюли Цорн. Тренер — Андрей Горбачёв.
- 2013: Ли Дикхофф, Бетти Хоффман, Фабьен Велш, Изабель Фриш, Анналена Мах, Лена Брас, Корин Штайнбах, Мартине Эмерингер, Ким Годар, Дебора Феллер, Марис Велш. Тренер — Детлеф Шёнберг.
- 2015: Жиль Боске, Синди Шнайдер, Натали Брас, Изабель Фриш, Анналена Мах, Лара Эрнстер, Нора Калич, Лили Вагнер, Марис Велш, Мишель Бройер, Даяна Фёльц, Лиз Беффорт. Тренер — Детлеф Шёнберг.
- 2017: Карла Мулли, Бетти Хоффман, Натали Брас, Изабель Фриш, Анналена Мах, Анн-Катрин Боллендорф, Корин Штайнбах, Яна Феллер, Мари-Лу Боллендорф, Марис Велш, Мишель Бройер, Карла Франк. Тренер — Детлеф Шёнберг.
- 2019: Бетти Хоффман, Синди Шнайдер, Натали Брас, Изабель Фриш, Камиль Эсселин, Яна Феллер, Мари-Лу Боллендорф, Ноа Райланд, Марис Велш, Лена Вагнер, Эмма ван Эльсланде, Сара Вольф, Кристель Николай, Жюли Тезо. Тренер — Херман Флеминкс-Хёйбенс.
- 2025: Карла Мулли, Синди Шнайдер, Карол Грюнекле, Жюли Тезо, Джулия Тарантини, Яна Феллер, Мари Шак, Адриани Виверт, Эмма ван Эльсланде, Мартина Фрашетти, Лилли Тарантини, Лара Пихт, Келси Чамберс, Юлия Дуфкова. Тренер — Фабио Аюто.

## Состав
Сборная Люксембурга в соревнованиях 2025 года (Игры малых государств Европы, Евролига)
| №  | Имя, фамилия             | Год рождения | Рост | Амплуа      | Клуб                              |
| -- | ------------------------ | ------------ | ---- | ----------- | --------------------------------- |
| 2  | Карла Мулли              | 2000         | 177  | нападающая  | «Полония» Лондон                  |
| 4  | Синди Шнайдер            | 1997         | 176  | центральная | «ЖИМ Воллей Боннвуа» Люксембург   |
| 5  | Нисси Бокунгу            | 2005         | 175  | центральная | «Дикирх»                          |
| 6  | Карол Грюнекле           | 2005         | 191  | центральная | «Боккони»                         |
| 7  | Жюли Тезо                | 1998         | 177  | связующая   | «Биндер-Блауберен» Флахт          |
| 8  | Камиль Эсселин           | 2000         | 163  | нападающая  | «Вальфер» Вальферданж             |
| 9  | Джулия Тарантини         | 2003         | 170  | связующая   | «ТИ-Аксесс» Инсбрук               |
| 10 | Мари Рихарц              | 2006         | 173  | нападающая  | «ЖИМ Воллей Боннвуа» Люксембург   |
| 11 | Яна Феллер               | 2001         | 176  | нападающая  | «Планегг-Крайлинг»                |
| 12 | Илене Тутуччи            | 2009         |      | нападающая  | «ЖИМ Воллей Боннвуа» Люксембург   |
| 16 | Мари Шак                 | 2006         | 173  | нападающая  | «Вальфер» Вальферданж             |
| 17 | Адриани Виверт           | 1993         | 186  | центральная | «Хайдельберг» Лас-Пальмас         |
| 18 | Эмма ван Эльсланде       | 2004         | 177  | нападающая  | Университет Костал Южной Каролины |
| 19 | Мартина Фрашетти         | 2003         | 183  | центральная | «Вальфер» Вальферданж             |
| 20 | Лилли Тарантини          | 2006         | 175  | центральная | «Вальфер» Вальферданж             |
| 21 | Диана Снопок             | 2006         | 183  | центральная | «Петанж»                          |
| 23 | Анна Карцель             | 2007         | 172  | нападающая  | «Эшер» Эш-сюр-Альзетт             |
| 25 | Лара Пихт                | 1996         | 180  | нападающая  | «ЖИМ Воллей Боннвуа» Люксембург   |
| 26 | Элина Вольф              | 2009         | 176  | нападающая  | «Эшер» Эш-сюр-Альзетт             |
| 27 | Адрианна Лепицка         | 2006         | 172  | нападающая  | «ЖИМ Воллей Боннвуа» Люксембург   |
| 28 | Лейли Кафай эль-Хорасани | 2008         | 175  | центральная | «Вальфер» Вальферданж             |
| 30 | Лилли Вагнер             | 2000         |      | связующая   | «Родраннерс» Вена                 |
| 31 | Келси Чамберс            | 1994         | 175  | нападающая  | «Эшер» Эш-сюр-Альзетт             |
| 32 | Юлия Дуфкова             | 2005         | 165  | либеро      | Уэслианский университет           |
| 33 | Джорджия Ваччино         | 2007         | 166  | связующая   | «ЖИМ Воллей Боннвуа» Люксембург   |
| 34 | Филиппа Нау              | 2008         |      |             | «Фентанж»                         |
| 35 | Наталия Сервин           | 2009         | 180  | нападающая  | «Фентанж»                         |
| 36 | Анджелина Милич          | 2009         | 160  | либеро      | «Фентанж»                         |

- Главный тренер —  Фабио Аюте.
- Тренеры — Бен Ангельсберг,  Джаред Шуберт.